# Ágios Dimítrios (Chássia, Tríkala)
Pour les articles homonymes, voir Ágios Dimítrios (homonymie).
Ágios Dimítrios (grec moderne : Άγιος Δημήτριος) est une localité située dans le dème des Météores, dans le district régional de Tríkala, dans la périphérie de Thessalie, en Grèce.
Selon le recensement de 2021, elle compte 97 habitants.